# Cymbopogon minor
Cymbopogon minor är en gräsart som beskrevs av Bi Sin Sun, R.Zhang, Sylvia Mabel Phillips och Shou Liang Chen. Cymbopogon minor ingår i släktet Cymbopogon, och familjen gräs. Inga underarter finns listade i Catalogue of Life.